# Rhodeus fangi
Rhodeus fangi är en fiskart som först beskrevs av Miao, 1934.  Rhodeus fangi ingår i släktet Rhodeus och familjen karpfiskar. IUCN kategoriserar arten globalt som livskraftig. Inga underarter finns listade i Catalogue of Life.